# Earthworks (album)
 (février 2018).
Si vous disposez d'ouvrages ou d'articles de référence ou si vous connaissez des sites web de qualité traitant du thème abordé ici, merci de compléter l'article en donnant les références utiles à sa vérifiabilité et en les liant à la section « Notes et références ».
Albums de Bill Bruford's Earthworks
Dig?
(1989)
Earthworks est le premier album du quartette éponyme Earthworks (en) dirigé par le batteur britannique Bill Bruford accompagné de Django Bates (en), Iain Ballamy (en) et Mick Hutton (en).
Produit par Bruford et Dave Stewart, il est publié en 1987 chez E.G. Records et réédité dans une version remastérisée par Summerforld en 2005 avec deux titres bonus.
Earthworks représente une tentative audacieuse de fusionner la musique jazz et la technologie rock.

## Liste des titres
| 1.    | Thud                        | Iain Ballamy                   | 4:14 |
| 2.    | Making a Song and Dance     | Ballamy, Bill Bruford          | 5:56 |
| 3.    | Up North                    | Ballamy, Django Bates, Bruford | 5:28 |
| 4.    | Pressure                    | Bruford                        | 7:26 |
| 5.    | My Heart Declares a Holiday | Ballamy, Bates, Bruford        | 4:40 |
| 6.    | Emotional Shirt             | Bates                          | 4:48 |
| 7.    | It Needn't End in Tears     | Ballamy                        | 5:15 |
| 8.    | The Shepherd Is Eternal     | Bates, Bruford                 | 1:52 |
| 9.    | Bridge of Inhibition        | Ballamy, Bates, Bruford        | 4:17 |
| 43:55 |                             |                                |      |

| Titres bonus - Réédition remastérisée (Summerfold, 7 mars 2005), | Titres bonus - Réédition remastérisée (Summerfold, 7 mars 2005), | Titres bonus - Réédition remastérisée (Summerfold, 7 mars 2005), | Titres bonus - Réédition remastérisée (Summerfold, 7 mars 2005), | Titres bonus - Réédition remastérisée (Summerfold, 7 mars 2005), | Titres bonus - Réédition remastérisée (Summerfold, 7 mars 2005), | Titres bonus - Réédition remastérisée (Summerfold, 7 mars 2005), | Titres bonus - Réédition remastérisée (Summerfold, 7 mars 2005), | Titres bonus - Réédition remastérisée (Summerfold, 7 mars 2005), | Titres bonus - Réédition remastérisée (Summerfold, 7 mars 2005), |
| No                                                               | Titre                                                            | Auteur                                                           | Durée                                                            |                                                                  |                                                                  |                                                                  |                                                                  |                                                                  |                                                                  |
| ---------------------------------------------------------------- | ---------------------------------------------------------------- | ---------------------------------------------------------------- | ---------------------------------------------------------------- | ---------------------------------------------------------------- | ---------------------------------------------------------------- | ---------------------------------------------------------------- | ---------------------------------------------------------------- | ---------------------------------------------------------------- | ---------------------------------------------------------------- |
| 10.                                                              | A Stone's Throw                                                  | Ballamy, Bates, Bruford                                          | 8:55                                                             |                                                                  |                                                                  |                                                                  |                                                                  |                                                                  |                                                                  |
| 11.                                                              | All Heaven Broke Loose                                           | Ballamy, Bates, Bruford                                          | 8:27                                                             |                                                                  |                                                                  |                                                                  |                                                                  |                                                                  |                                                                  |
| 61:17                                                            |                                                                  |                                                                  |                                                                  |                                                                  |                                                                  |                                                                  |                                                                  |                                                                  |                                                                  |

## Crédits
| - Bill Bruford : batterie, batterie électronique, percussions - Iain Ballamy : saxophones (soprano, alto, ténor) - Django Bates : claviers, saxhorn, trompette - Mick Hutton : contrebasse - Barbara Gaskin : samples (voix) - Dave Stewart : samples, synthétiseur, claviers (additionnel) | - Production : Bill Bruford, Dave Stewart - Ingénierie : Martin Rex - Direct metal mastering (en) : Tony Cousins - Mixage : Owen Morris assisté de Jim Abbiss - Photographie : Aidan Sullivan, Nick White, Jim Abbiss - Livret d'album (1986) : Simon Puxley |